# Douglas Engelbart
Douglas Engelbart (Oregon, SAD, 30. siječnja 1925. – Atherton, California, 2. srpnja, 2013.), američki izumitelj njemačko-norveškog porijekla.
Iako su stvari kao što su grafičko korisničko sučelje i računalni miš uglavnom preuzeti iz današnjice, vrlo moguće je da ne bi bili dio računalnog okruženja bez Douglasa Engelbarta i njegovog zahtjeva za razvojem kompjuteriziranog sustava koji bi pomagao ljudskom intelektu.
Maturirao je u rodnom Portlandu, gdje se i upisao na Oregon State University u Cornvallis 1942. godine. Planirao je studirati elektrotehniku i pokazao veliko zanimanje za proučavanje radara, u vrijeme nove vojne tehnologije.
Iako nije imao nikakvog interesa za vojnu karijeru, nije imao ni nikakvih drugih. Bio je jedva zainteresiran za stjecanje obrazovanja.